# Zaměstnavatelský svaz
Zaměstnavatelský svaz nebo sdružení zaměstnavatelů je kolektivní organizace výrobců, maloobchodníků nebo jiných poskytovatelů závislé práce (zaměstnavatelů). Organizace zaměstnavatelů se snaží koordinovat chování svých členských společností v záležitostech společného zájmu, například při jednáních s odbory nebo vládními orgány. Zaměstnavatelské svazy z tohoto hlediska fungují stejně jako odborové svazy a prosazují ekonomické a sociální zájmy svých členských organizací.

## Mezinárodní rozdíly
Role a postavení zaměstnavatelských svazů se v jednotlivých zemích liší. V zemích s anglosaským ekonomickým systémem (jako jsou Velká Británie a USA), kde neexistuje žádná institucionalizovaná spolupráce mezi organizacemi zaměstnavatelů, odbory a vládou, je organizace zaměstnavatelů zájmovou nebo nátlakovou skupinou, která se prostřednictvím lobbování snaží ovlivnit vládní politiku. V těchto zemích bývají organizace zaměstnavatelů slabší a mnoho jejich funkcí přebírají průmyslové obchodní skupiny, což jsou v zásadě organizace pro styk s veřejností (public relations).
V zemích se sociálně tržním hospodářstvím, jakými jsou třeba Rakousko, Švédsko a Nizozemsko, jsou organizace zaměstnavatelů součástí systému institucionalizovaného jednání společně s vládou a odbory. Při třístranném vyjednávání uzavírají takzvaní sociální partneři dohody o otázkách, jako jsou cenová hladina, zvyšování mezd, daňové sazby a nároky na důchod. V těchto zemích se kolektivní vyjednávání často provádí na národní úrovni, nikoli mezi jednou společností a jedním svazem, ale mezi národními organizacemi zaměstnavatelů a národními odbory.
V zemích, jako je Švýcarsko, jednání často probíhají na kantonální úrovni, pobočka po pobočce. Stát se těchto jednání neúčastní, ale může zasáhnout, pokud se zaměstnavatelé s odbory nedohodnou v odvětví, kde existuje platový dumping.

## Česká republika
Zaměstnavatelský svaz má v ČR buďto právní formu organizace zaměstnavatelů, anebo je spolkem založeným dle zákona 89/2012 Sb. (občanský zákoník). Jako jeden ze sociálních partnerů zastupujícím stranu podnikatelů může být svaz členem Rady hospodářské a sociální dohody – tripartity. Jakožto spolek je svaz registrován ve spolkovém rejstříku. Členy tripartity jsou například:
- Asociace poskytovatelů sociálních služeb České republiky
- Asociace profesionálních divadel České republiky (organizace zaměstnavatelů)
- Konfederace zaměstnavatelských a podnikatelských svazů ČR[1]
- Sdružení klenotníků a hodinářů České republiky (organizace zaměstnavatelů)
- Svaz bank a pojišťoven (organizace zaměstnavatelů)
- Svaz dopravy České republiky (organizace zaměstnavatelů)
- Svaz obchodu a cestovního ruchu České republiky
- Svaz podnikatelů ve stavebnictví
- Svaz průmyslu a dopravy ČR (organizace zaměstnavatelů)
- Svaz zaměstnavatelů ve výrobě, obchodu a službách
- Svaz zaměstnavatelů dřevozpracujícího průmyslu
- Svaz zpracovatelského průmyslu
- Unie zaměstnavatelských svazů ČR[3]